# Luebo (flod)
Luebo är ett vattendrag i Kongo-Kinshasa, ett biflöde till Lulua. Det ligger i provinserna Kasaï och Kasaï Central, i den centrala delen av landet, 700 km öster om huvudstaden Kinshasa. Delar av vattendraget bildar gräns mellan de två provinserna.